# هلموت نون
هلموت نون (آلمانی: Helmut Nonn؛ زادهٔ ۱۸ اکتبر ۱۹۳۳) بازیکن هاکی روی چمن اهل آلمان بود.